# Азербайджан на зимней Универсиаде 2013
Азербайджан на XXVI Всемирной Зимней Универсиаде в Тренто представляли Юлия Злобина и Алексей Ситников в фигурном катании.
В итоге пара, представляющая Азербайджан, заняла второе место и взяла серебряную медаль в спортивных танцах на льду, набрав 142.66 балла. /то была первая медаль Азербайджана на зимних Универсиадах. Первое место досталось французской паре, третье место — фигуристам из России. Таким образом сборная Азербайджана заняла 28-е место в общем командном зачёте.

## Медалисты
| Медаль  | Спортсмен                     | Вид спорта       | Соревнование     | Дата       |
| ------- | ----------------------------- | ---------------- | ---------------- | ---------- |
| Серебро | Юлия Злобина Алексей Ситников | Фигурное катание | Спортивные танцы | 14 декабря |

## Результаты выступлений
| Спортсмен                     | Соревнование     | КТ    | КТ    | ПТ    | ПТ    | Всего  | Всего |
| Спортсмен                     | Соревнование     | Баллы | Место | Баллы | Место | Баллы  | Место |
| ----------------------------- | ---------------- | ----- | ----- | ----- | ----- | ------ | ----- |
| Юлия Злобина Алексей Ситников | Спортивные танцы | 56.80 | 3     | 85.86 | 4     | 142.66 | 2     |